# Leudanung
Leudanung is een bestuurslaag in het regentschap Lembata van de provincie Oost-Nusa Tenggara, Indonesië. Leudanung telt 558 inwoners (volkstelling 2010).